# Grégory Bourdy
Grégory Bourdy, né le 25 avril 1982 à Bordeaux, est un golfeur français, professionnel depuis 2003. Quadruple vainqueur sur le circuit européen, il participe au tournoi olympique de golf de Rio de 2016.

## Biographie

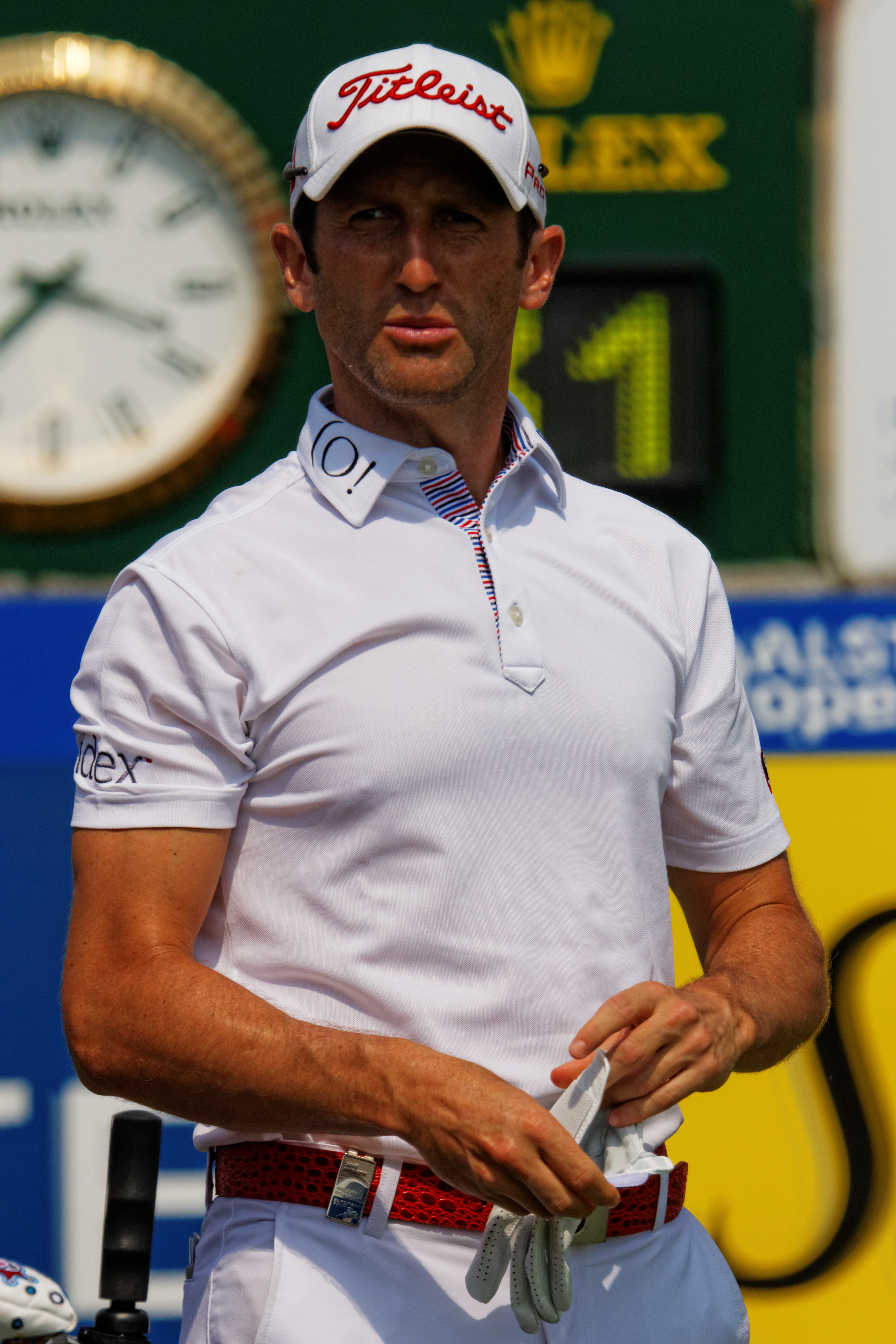
Grégory Bourdy à l'Open de France en 2015.

Né dans une famille de golfeurs, Grégory Bourdy avoue avoir toujours voulu devenir golfeur professionnel. Ses parents domiciliés près du Golf Bordelais, l'ont rapidement conduit sur les greens. En 2003, il passe professionnel à l'âge de 21 ans. À la fin de la saison 2005, il est disqualifié sur le parcours de San Roque après avoir avoué à un officiel après signé sa carte alors qu'il aurait dû avoir deux points de pénalité pour avoir replacé sa balle à un mauvais emplacement. Cette mésaventure le fait rétrograder sur le Challenge Tour, la deuxième division du golf européen.
En octobre 2007, Grégory Bourdy s'impose sur l'Open de Majorque et devient le neuvième golfeur français à gagner sur le circuit européen. L'année suivante, il gagne à Estoril. Après avoir battu le record du parcours au premier tour,, il conforte son avance avant d'être emmené dans un barrage à trois joueurs à l'issue du dernier tour. Il vient à bout de ces trous de barrages contre David Howell et Alastair Forsyth (en) pour gagner son deuxième tournoi sur le circuit européen.
Plus grand espoir du golf français, il réalise cinq top 10 sur le circuit européen lors de la saison 2009 avant de dominer les meilleurs golfeurs européens en novembre parmi lesquels Rory McIlroy, deuxième, Francesco Molinari, quatrième, pour remporter son troisième tournoi sur le tour européen à Hong Kong. Ce succès lui permet de se qualifier pour le tournoi final de la saison à Dubai. Il devient le premier golfeur français à remporter au moins un tournoi sur le circuit européen lors de trois saisons consécutives.
Bourdy remporte la soixante-quinzième édition du Grand Prix Schweppes en terminant fort le tournoi pour obtenir un barrage qu'il remporte face à Édouard Dubois, un autre joueur bordelais.
En grande forme sur la saison 2013, il remporte l'Open du Pays de Galles début septembre et occupe alors la tête du classement pour la qualification pour la Ryder Cup 2014. Un mois plus tard, lors du Seve Trophy, compétition par équipe opposant une équipe continentale à une équipe du Royaume-Uni et de l'Irlande, il devient le premier joueur de l'histoire de cette compétition à remporter cinq points lors de la même édition. L'équipe continentale s'impose sur le score de 15 à 13.
En 2016, Bourdy surprend en occupant la troisième place après deux tours de l'US Open.
En avril 2017, il s'illustre en réussissant un trou-en-un sur le Shenzhen International avant de terminer à une belle troisième place du tournoi,. Frustré, en manque de confiance, il enchaîne les résultats décevants avant de terminer quatrième du Dunhill Links Championship en octobre.

## Palmarès

### Résultats en tournois majeurs
| Tournoi               | 2007 | 2008 | 2009 | 2010 | 2011 | 2012 | 2013 | 2014 | 2015 | 2016 | 2017 | 2018 |
| --------------------- | ---- | ---- | ---- | ---- | ---- | ---- | ---- | ---- | ---- | ---- | ---- | ---- |
| Masters               |      |      |      |      |      |      |      |      |      |      |      |      |
| Open américain        |      |      |      |      |      | CUT  |      |      |      | T18  | CUT  |      |
| Open britannique      | T53  | T39  |      |      | T48  |      | T64  | T47  |      |      |      |      |
| Championnat de la PGA |      |      |      | T58  | CUT  |      |      |      |      | T18  |      |      |

### Victoires sur le Tour européen PGA

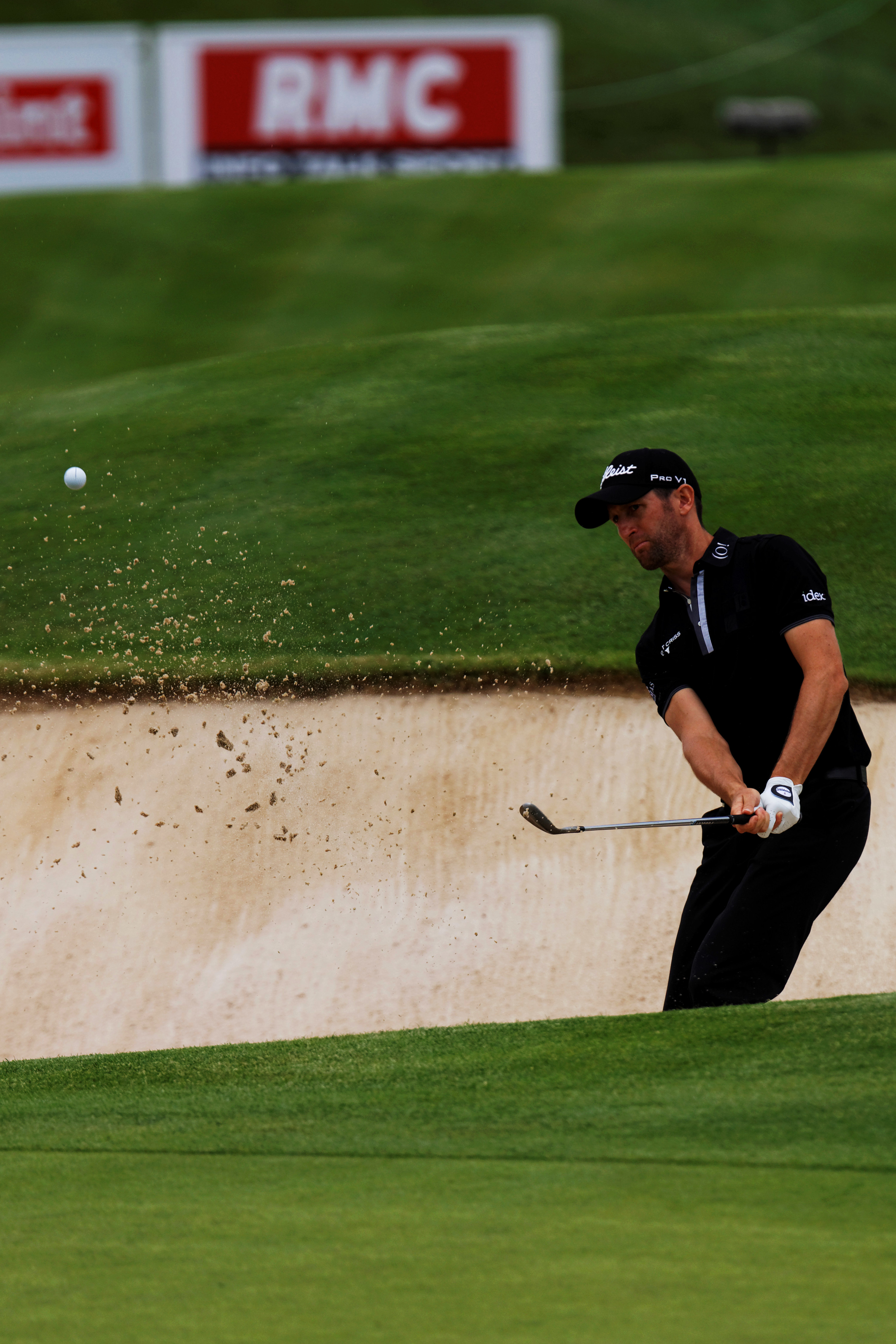
Grégory Bourdy sortant du bunker à l'Open de France en 2014.

2007
- Mallorca Classic[2]

2008
- Open du Portugal

2009
- UBS Hong Kong Open[8]

2013
- Celtic Manor Wales Open[16]

### Palmarès amateur
- Vainqueur par équipes des Jeux méditerranéens de 2001 à Tunis